# Ley Oñativia
La llamada Ley Oñativia fueron en realidad dos leyes sancionadas en Argentina en 1964, durante el gobierno de Arturo Illia, que regulaban la producción y comercialización de medicamentos, establecieron su condición de «bienes sociales» y crearon el Instituto de Farmacología y Control de Drogas y Medicamentos (antecedente de la ANMAT). Las leyes llevaron los números 16.462 y 16.463. La denominación se debe a que fueron elaboradas simultáneamente por el médico Arturo Oñativia, ministro de Asistencia Social y Salud Pública, en ese momento. Tuvo como uno de sus objetivos principales ampliar el acceso de la población a los medicamentos y evitar maniobras que pudieran encarecer abusivamente sus precios y afectar su calidad. Las principales empresas de la industria farmacéutica se opusieron a la Ley, al igual que los acreedores extranjeros y el Fondo Monetario Internacional, que exigieron la derogación de la misma como condición para acceder a renegociar la deuda externa. Las presiones para derogar la ley han sido señaladas como una de las principales causas del golpe de Estado de 1966 que instaló la dictadura autodenominada «Revolución Argentina», una de cuyas primeras medidas fue derogar la ley.

## Antecedentes
El proyecto de ley fue elaborado sobre la base de los estudios realizados por dos comisiones, una médica/farmacológica y otra económica. La comisión médica y farmacológica relevó más de 20.000 medicamentos comercializados en el país y descubrió que las drogas que contenían no se correspondían con lo que informaban los prospectos. La comisión económica descubrió que los costos de los medicamentos se abultaban mediante operaciones contables ilícitas, encareciendo injustificadamente los mismos. Por entonces, el gasto en medicamentos para los grupos de menores ingresos, significaba un 62,6% del gasto total en salud.

## Sanción
Illia y Oñativa presentaron dos proyectos complementarios. El primer proyecto (que tomaría el número de Ley n.º 16.462) tenía como contenido regular la comercialización y comenzaba declarando que las drogas, productos químicos, reactivos, formas farmacéuticas, medicamentos y elementos de diagnóstico eran «bienes sociales al servicio de la salud pública». El segundo proyecto regulaba la producción (que tomaría el número de Ley n.º 16.463), y disponía la creación del Instituto de Farmacología y Normalización de Drogas y Medicamentos. Ambos proyectos fueron ingresados por la Cámara de Senadores el 30/01/1964.
En el mensaje que acompañaba los proyectos el Poder Ejecutivo decía que la producción y comercialización de medicamentos debía «escapar a la ley de la oferta y la demanda, a los principios de la libre competencia y de la libertad contractual, ya que la venta de las especialidades medicinales al público consumidor se encuentra condicionada por el estado de necesidad del mismo y por la prescripción médica», y que el mercado de medicamentos en Argentina había generado un aumento de los precios que hacía necesario que el Estado decidiera «la intervención en todas las etapas de la elaboración y circulación de los productos para […] facilitar la adquisición económica de los medicamentos por la población».
Durante el debate legislativo, el sector empresario puso en marcha un fuerte lobby público, que contó con el apoyo activo del premio Nobel Bernardo Houssay, para evitar que la ley fuera sancionadas. En apoyo de las leyes se pronunciaron los farmacéuticos, a través de la Confederación Farmacéutica y Bioquímica de Argentina, que sostuvo en una solicitada que «el medicamento es un bien social» y que la ley era necesaria para garantizar que fuera barato y de calidad.
Ambas leyes fueron sancionadas el 23 de julio de 1964.

## Ejecución
Sancionadas las leyes, Oñativia procedió a congelar los precios de los medicamentos y exigir a las empresas farmacéuticas declararan bajo juramento que los costos eran los declarados (Decreto 3042/65). Ninguna empresa presentó la declaración jurada.
El Ministerio de Asistencia Social y Salud Pública a cargo de Oñativia, procedió también a revisar los medicamentos registrados y solo la mitad reunía las condiciones necesarias: de 33.000 especialidades registradas, solo 17.832 cumplieron los requisitos para ser reinscriptos.

## Golpe de Estado y derogación
Las empresas y los principales medios de comunicación llevaron adelante una intensa campaña contra las leyes. La recién fundada e influyente revista Confirmado, tituló que el decreto de Oñativia «sembraba el terror», invocando a «los portavoces de la industria» para sostener que la ley determinaba «el hundimiento de la industria de medicamentos en la Argentina». Una publicación costeada por el sector empresario llegó a sostener que la ley significaba «una ofensiva más peligrosa que la del enemigo».
En 1965, las empresas farmacéuticas lograron que el Club de París, donde la Argentina debía renegociar la deuda externa, asumiera la defensa de sus intereses y exigiera el descongelamiento del precio de los medicamentos. El presidente Illia relató aquella presión del Club de París en estos términos:

Se pusieron firmes los señores y nos dijeron que no podían refinanciar la deuda porque Suiza se oponía, pero que [si se levantaba] el congelamiento de los precios de los medicamentos sí habría refinanciación. Le contestamos […] que el gobierno argentino no se sometería de ninguna manera a hechos de esa naturaleza y que nosotros teníamos para pagar 70 millones de dólares... Puesta sobre la mesa tal proposición[...] aceptaron el resto de los países la renegociación de la deuda.
Arturo Illia

Las presiones para derogar la ley han sido señaladas como una de las principales causas del golpe de Estado de 1966 que instaló la dictadura autodenominada «Revolución Argentina», una de cuyas primeras medidas fue derogar la ley y liberar los precios de los medicamentos.

## Impacto
La política en materia de medicamentos de Arturo Oñativia, especialmente la Ley Oñativia, junto a la política sanitaria de Ramón Carrillo, han sido consideradas, tanto en el peronismo como en el radicalismo, como las bases de una política sanitaria que considerara a la salud y al medicamento como un «bienes sociales».
El Instituto de Farmacología y Control de Drogas y Medicamentos creado por la Ley Oñativia es el antecedente de la Administración Nacional de Medicamentos, Alimentos y Tecnología Médica (ANMAT).